# Mulheres ao Poder
Misbehaviour (bra/prt: Mulheres ao Poder) é um filme de comédia dramática britânico de 2020, dirigido por Philippa Lowthorpe com roteiro de Gaby Chiappe e Rebecca Frayn. O filme é estrelado por Keira Knightley, Gugu Mbatha-Raw, Jessie Buckley, Keeley Hawes, Phyllis Logan, Lesley Manville, Rhys Ifans e Greg Kinnear.
O filme retratar a vitória da primeira mulher negra no Miss Mundo em 1970. Foi lançado no Reino Unido em 13 de março de 2020 com distribuição da Pathé em parceria com os estúdios Fox. É o último longa-metragem da Pathé UK a ser lançado com o nome de 20th Century Fox.

## Elenco
- Keira Knightley como Sally Alexander
- Gugu Mbatha-Raw como Jennifer Hosten, Miss Granada
- Jessie Buckley como Jo Robinson
- Lesley Manville como Dolores Hope
- Greg Kinnear como Bob Hope
- Keeley Hawes como Julia Morley
- Rhys Ifans como Eric Morley
- Phyllis Logan como Evelyn Alexander
- John Sackville como Robin Day
- Suki Waterhouse como Sandra Wolsfeld, Miss EUA
- Clara Rosager como Marjorie Johansson, Miss Suécia
- Loreece Harrison como Pearl Jansen, Miss África do Sul
- Emma Corrin como Jillian Jessup, Miss África do Sul
- Collet Collins como Jennifer Wong, Miss Guiana
- Emily Tebbutt como Yvonne Ormes, Miss Reino Unido
- Misato Omori como Hisayo Nakamura - Miss Japão
- Monica Sarup como Heather Faville, Miss Índia
- Delly Allen como Georgina Rizk - Miss Líbano
- Taina Haines como Sônia Guerra, Miss Brasil

## Recepção
No Rotten Tomatoes, o filme tem uma taxa de aprovação de 88% com base em 33 críticas, com uma classificação média de 6,52/10. O consenso do site diz: "O arco geral de Misbehaviour soa familiar para os fãs do bom cinema britânico - e também o modo como ele triunfa sobre a fórmula para contar uma história completamente agradável para a multidão".